# Panicum scoparium
Panicum scoparium là một loài thực vật có hoa trong họ Hòa thảo. Loài này được Lam. mô tả khoa học đầu tiên năm 1798.

## Hình ảnh

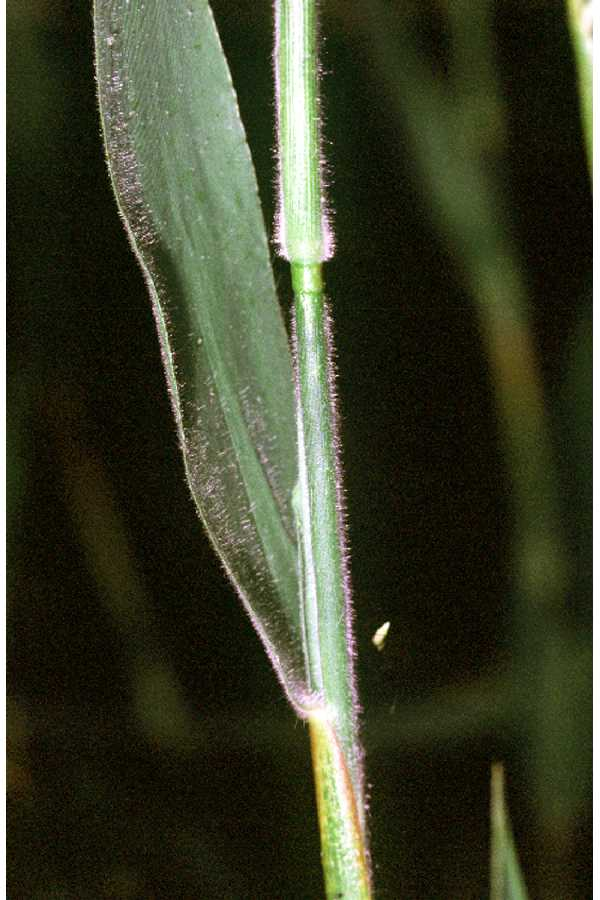